# RNA editing
In biologia molecolare, si definisce editing dell'RNA l'insieme dei processi cellulari il cui risultato è una modificazione chimica dell'mRNA. Queste modificazioni, insieme agli eventi di taglio conosciuti come splicing, fanno parte del fondamentale processo dell'espressione genica chiamato maturazione dell'mRNA, tramite il quale da una molecola precursore, il pre-mRNA, si ottiene una molecola di RNA messaggero matura.
L'esistenza del processo di editing è stata riscontrata e documentata in molte specie eucarioti, uomo compreso, ma non è stata osservata nei procarioti poiché essi compiono solo la metilazione e la poliadenilazione come maturazione dell'RNA.
È noto che avvenga in alcuni organelli cellulari come i mitocondri e i cloroplasti.
Nell'editing si ha la delezione, l'inserzione e il cambiamento di singole basi. Esistono due meccanismi che mediano l'editing: la modificazione chimica dei nucleotidi per deamminazione sito-specifica, che comporta la trasformazione dell'adenina in inosina da parte di enzimi chiamati adenosina deamminasi dell'RNA (ADAR Aenisine Deaminase Acting on RNA; (o, più raramente, in guanina) e della citosina in uracile, e dell'inserzione o delezione di basi non appaiate all'interno della sequenza. In entrambi i casi, l'editing può portare cambiamenti radicali alla sequenza e al senso di lettura dell'mRNA, tanto che la proteina risultante dalla sintesi di un mRNA maturo può essere molto diversa, nella composizione in amminoacidi, da quella prevista dal codice genetico.

## Esempi di editing
Un esempio di editing è la modificazione tessuto-specifica del gene di mammifero per l'apolipoproteina-B. Questa è sintetizzata regolarmente nel fegato, ma nelle cellule dell'intestino avviene una deamminazione sito specifica della citosina nell'mRNA che la codifica. Questa deamminazione, catalizzata dall'enzima citidina deamminasi, provoca una mutazione non-senso che causa l'inserimento di un codone di stop al posto del codone che codifica per la glutammina (CAA-->UAA). Questo comporta l'arresto prematuro della sintesi della proteina e quindi nell'intestino viene prodotta una forma tronca. Entrambe le proteine, sia quella sintetizzata nel fegato che quella sintetizzata nell'intestino, risultano essere funzionanti, ma in modo diverso: la proteina intera (circa 4500 aminoacidi) e sintetizzata nel fegato serve al trasporto di lipidi e colesterolo endogeni, mentre la proteina più corta sintetizzata nell'intestino è utilizzata per il trasporto nei tessuti dei lipidi assunti con la dieta.
Un altro esempio di editing dell'mRNA è la deamminazione dell'adenosina. Tale reazione, catalizzata dall'enzima ADAR (adenosina deamminasi che agisce sull'RNA), produce inosina provocando il cambiamento di un singolo aminoacido nella sequenza della proteina codificata dall'mRNA. La proteina in questione altera la permeabilità allo ione Ca2+ di una canale ionico espresso nel cervello dei mammiferi e senza questo editing il corretto sviluppo del cervello risulta compromesso.

## Tipi di editing
Esistono vari tipi di Editing:
- Pan Editing: inserzione di nucleotidi in RNA più corti del normale. Riscontrato nei mitocondri dei Trypanosoma.
- Editing inserzionale: In alcuni RNA virali. I nucleotidi vengono inseriti dalla RNA polimerasi mentre sintetizza l'mRNA.
- Editing mediante poliadenilazione: Negli mRNA mitocondriali umani, crea codoni di terminazione se non sono presenti.